# قلعه نووگورود
قلعه نووگورود (انگلیسی: Novgorod Detinets) یا دیتینتس نووگورود (روسی: Новгородский детинец، ت. «Novgorodskiy detinets»)، که با نام کرملین نووگورود (روسی: Новгородский кремль، ت. «Novgorodskiy kreml'») نیز شناخته می‌شود، یک مجموعه استحکامی (دیتینتس) در ولیکی نووگورود، روسیه است. این دژ در کرانه چپ رود وولخوف، حدود دو مایل بالاتر از محل خروج این رود از دریاچه ایلمن قرار دارد.

## تاریخچه
این محوطه در ابتدا محل یک گورستان آیین اسلاوی بود که نخستین اسقف نووگورود، یوآخیم کورسونیانین، کلیسای سنت سوفیا (نووگورود) را در حدود سال ۹۸۹ بر روی آن بنا کرد. به همین دلیل، این مجموعه عمدتاً دارای کاربری مذهبی بود، اگرچه بسیاری از بویارهای نووگورود خانه‌های خود را در بخش جنوبی دیتینتس بنا کردند.
اولین اشاره به استحکامات موجود در این محل به سال ۱۰۴۴ بازمی‌گردد و ساخت‌وسازهای اضافی در سال ۱۱۱۶ انجام شد. این استحکامات احتمالاً شامل خاکریزهایی با حصار چوبی بودند، اگرچه برج‌ها و دیوارهای سنگی در سال ۱۳۰۲ ساخته شدند. اسقف اعظم واسیلی کالیکا (۱۳۳۰–۱۳۵۲) دیوار سنگی بخش شرقی دیتینتس را بین سال‌های ۱۳۳۱ تا ۱۳۳۵ بازسازی کرد. سایر قسمت‌های دیوار در سال ۱۴۰۰ به‌طور کامل از سنگ ساخته شدند. در دوره حکومت اسقف اعظم اووفیمی دوم (۱۴۲۹–۱۴۵۸)، یک تالار شورا برای اشراف و یک برج ساعت در سال‌های ۱۴۳۳ و ۱۴۳۶ در مجموعه اسقفی ساخته شدند. تالار شورا که امروزه با نام تالار اسقفی یا تالار فاست شناخته می‌شود، به دلیل طاق‌های پر تزئین گوتیک خود، یکی از شرقی‌ترین نمونه‌های گوتیک آجری به‌شمار می‌رود. در سال ۱۴۳۷، بخشی از دیوارهای ساخته‌شده توسط واسیلی به داخل رود وولخوف فرو ریخت و مجدداً توسط اووفیمی دوم بازسازی شد.

### ساخت‌وسازهای مدرن
این قلعه بین سال‌های ۱۴۸۴ و ۱۴۹۰ توسط سازندگان شاهزاده‌نشین بزرگ مسکو، پس از تصرف شهر توسط ایوان سوم در سال ۱۴۷۸، بازسازی شد. یک‌سوم هزینه این بازسازی توسط اسقف اعظم نووگورود، گنادی، که منصوب مسکووی بود (۱۴۸۴–۱۵۰۴)، تأمین شد. این مجموعه به شکل بیضوی به طول ۵۴۵ متر و عرض ۲۴۰ متر ساخته شد و دارای نه برج باقی‌مانده است (سه برج دیگر از بین رفته‌اند). بلندترین برج، برج کوکوی، دارای گنبدی نقره‌ای است که در قرن هجدهم ساخته شده و نام آن منشأ سوئدی دارد. امروزه بازدیدکنندگان می‌توانند وارد این برج شده و به بالای آن صعود کنند. دیوارهای قلعه در مجموع ۱۴۸۷ متر طول دارند.

## طرح‌بندی
مهم‌ترین بناهای موجود در دیتینتس، کلیسای حکمت مقدس و مجموعه اسقفی/متروپولیتی در گوشه شمال غربی آن هستند. در جنوب این بخش و در آن‌سوی میدانی که یادمان هزارسالگی روسیه در آن قرار دارد، موزه نووگورود و کتابخانه منطقه‌ای نووگورود واقع شده‌اند. این ساختمان در دوران امپراتوری، ساختمان اداری نووگورود بوده است. موزه دارای مجموعه‌ای ارزشمند از شمایل‌ها و سایر آثار تاریخی این شهر است.
چندین کلیسای کوچک، ازجمله کلیسای شفاعت مادر خدا در امتداد دیوار جنوب غربی نزدیک برج‌های پوکروفسکی (شفاعت) و کوکوی، و کلیسای سنت آندریاس استراتیلاتس در نزدیکی دیوار جنوب شرقی، در جنوب موزه قرار دارند. این بخش از دیتینتس به‌صورت پارک حفظ شده است. در متون تاریخی، به ساختمان‌هایی اشاره شده که دیگر وجود ندارند، ازجمله نمازخانه‌هایی بر فراز دروازه‌ها (در دوره جمهوری نووگورود، تعداد آن‌ها شش عدد بود) و کلیسای بوریس و گلب که توسط سیتکو سیتینیتس ساخته شد. گفته می‌شود که این فرد، منبع تاریخی افسانه‌ای برای شخصیت سادکو بوده است.
یک شعله جاویدان به یاد سربازان جبهه شرقی (جنگ جهانی دوم)، در داخل دروازه غربی این قلعه قرار دارد.
همچنین، یک ساحل عمومی در بخش جنوب شرقی کرملین، در امتداد رود وولخوف، ایجاد شده است.